# 岐阜東郵便局
岐阜東郵便局（ぎふひがしゆうびんきょく）は岐阜県岐阜市にある郵便局。民営化前の分類では集配普通郵便局であった。

## 概要
住所：〒501-3199 岐阜県岐阜市芥見5-31
民営化直前の集配業務再編において、多くの集配普通郵便局は統括センターとなったが、当局は配達センターとされたため、民営化後も郵便事業株式会社の支店は併設されず、集配センターが併設された。

## 沿革
- 1876年（明治9年）9月1日 - 芥見（あくたみ）郵便局（五等）として開設[1]。
- 1885年（明治18年）10月1日 - 貯金取扱を開始。
- 1896年（明治29年）7月1日 - 為替取扱を開始。
- 1968年（昭和43年）5月25日 - 電話の加入および料金に関する簡易な事務を除く電話交換業務を、岐阜電話局に移管[2]。
- 1969年（昭和44年）10月1日 - 電話の加入および料金に関する簡易な事務を岐阜電報電話局長森分室に移管。
- 1975年（昭和50年）11月30日 - 加野簡易郵便局の廃止に伴い、取扱事務を承継。
- 1982年（昭和57年）2月17日 - 和文電報配達業務を岐阜電報電話局に移管。
- 1992年（平成4年）9月1日 - 特定郵便局から普通郵便局に局種別改定するとともに、岐阜東郵便局に改称。
- 2000年（平成12年）8月14日 - 外国通貨の両替および旅行小切手の売買に関する業務取扱を開始。
- 2007年（平成19年）10月1日 - 民営化に伴い、併設された郵便事業岐阜北支店岐阜東集配センターに一部業務を移管。
- 2012年（平成24年）10月1日 - 日本郵便株式会社発足に伴い、郵便事業岐阜北支店岐阜東集配センターを岐阜東郵便局に統合。
- 2015年（平成27年）8月31日 - 厳美郵便局から「501-25xx」区域の集配業務を移管。

## 取扱内容
- 郵便、印紙、ゆうパック、内容証明
- 貯金、為替、振替、振込、国際送金、国債、投資信託
- 生命保険、バイク自賠責保険、自動車保険
- ゆうちょ銀行ATM
- 岐阜市内の一部地域の集配業務

## 周辺
- 岐阜市役所東部事務所
- 願成寺（中将姫誓願桜）
- 長良川リバーサイドウェイ
- 長良川

## アクセス
- 東海北陸自動車道 関ICから南西へ約5.5km
- 岐阜バス 東芥見停留所、みどりっこバス 東部事務所停留所下車
- 国道156号沿い
- 駐車場あり：6台